# Penelope Gilliatt
Penelope Gilliatt, nata Penelope Ann Douglass Conner (Londra, 25 marzo 1932 – Londra, 9 maggio 1993), è stata una drammaturga, sceneggiatrice, critica teatrale e critica cinematografica britannica, per molti anni firma del New Yorker.
Scrittrice di numerosi racconti e soggetti, per il suo lavoro nel film Domenica, maledetta domenica (Sunday Bloody Sunday) ottenne una candidatura all'Oscar alla migliore sceneggiatura originale nel 1972.

## Biografia
Figlia dell'avvocato Cyril Conner e di sua moglie Marie Stephanie Douglass, entrambi originari di Newcastle upon Tyne, Penelope crebbe a Northumberland, dove suo padre lavorava come dirigente per la BBC. Grazie ad una borsa di studio, si trasferì giovanissima negli Stati Uniti d'America per frequentare il Bennington College. Precedentemente, era stata ammessa alla Juilliard School per studiare pianoforte, ma aveva interrotto il percorso a causa di un periodo di anoressia.
Nel 1954, Penelope sposò il neurologo Roger Gilliatt e ne conservò il cognome anche dopo il divorzio. In seconde nozze, sposò nel 1963 il drammaturgo John Osborne, con il quale convisse in una casa di Chester Square progettata da Sir Hugh Casson. Penelope e John si conobbero quando lei era ancora sposata con il primo marito; dalla loro unione nacque una figlia di nome Nolan, che ebbe rapporti burrascosi con il padre e venne da questi cacciata di casa all'età di diciassette anni: da quel momento non si parlarono mai più. Anche la relazione tra Penelope e Osborne fu caratterizzata da accesi scontri, che li portarono al divorzio nel 1968. Per Osborne la causa degli screzi fu l'ossessione della moglie per il proprio lavoro di critica cinematografica; lui avrebbe voluto che la donna lasciasse il lavoro e si trasferisse con lui in una casa di campagna. Confessò di esserle stato più volte infedele fino al termine del loro matrimonio. Penelope Gilliatt ebbe successivamente delle frequentazioni con il regista Mike Nichols e il giornalista Edmund Wilson, nonché una lunga relazione sentimentale con il collega Vincent Canby.
La carriera di Penelope Gilliatt ebbe inizio quando vinse un concorso di scrittura indetto dalla redazione britannica di Vogue, che la assunse all'età di diciannove anni. Qualche tempo dopo, nel 1961, ottenne un lavoro come critica cinematografica per The Observer. Nel 1965 pubblicò il suo primo libro, One by One.
Nel 1967, sulla scia del fallimento del suo secondo matrimonio, Penelope Gilliatt si trasferì a New York accettando il posto di critica cinematografica e teatrale del periodico The New Yorker, sul quale erano stati pubblicati alcuni dei suoi scritti. Poco dopo, in redazione venne assunta la collega Pauline Kael; le due donne, che rivestivano lo stesso ruolo, si contraddistinguevano per idee e stili completamente opposti. L'editore William Shawn prendeva spesso le parti della Gilliatt, essendo spesso in contrasto con Pauline Kael. La soluzione per la convivenza delle due colleghe fu dividerne la rubrica nell'arco dell'anno: Pauline Kael ne scriveva da settembre a marzo e Gilliatt per il resto dell'anno.
Oltre al lavoro di critica, si occupò di scrivere numerosi racconti brevi, libri e soggetti. Il suo stile si caratterizzava per la sensibilità e l'ironia con cui descriveva i cambiamenti e le complessità del vivere moderno tra l'Inghilterra e gli Stati Uniti. Su The Washington Post, Elizabeth Ward lo definì "rapido, frizzante e penetrantemente intelligente". Mindi Dickstein sul Tampa Bay Times tratteggiò un ardito parallelismo tra lei e Aristotele.
Nel 1971, Penelope Gilliatt scrisse la sceneggiatura del film Domenica, maledetta domenica (Sunday Bloody Sunday), per la regia di John Schlesinger. La storia richiamava in parte aspetti biografici dello stesso Schlesinger, che era un uomo ebreo omosessuale come il protagonista del film. Gilliatt e Schlesinger collaborarono intensamente alla stesura della prima versione della sceneggiatura, ma alcuni dialoghi non convinsero del tutto il produttore Joseph Janni, che ne richiese la revisione; Penelope Gilliatt si era ormai stabilita a New York e non intendeva rientrare a Londra per questo motivo, pertanto il compito di riscrivere alcuni pezzi fu assegnato a David Sherwin. Né Sherwin né Schlesinger figurarono ufficialmente come sceneggiatori, poiché nel contratto di Penelope Gilliatt era precisato che l'unica autrice sarebbe dovuta risultare lei. In seguito al grande successo del film nel Regno Unito, il produttore Janni consigliò alla Gilliatt di evitare di attribuirsi l'intera paternità della sceneggiatura per evitare di incorrere in spiacevoli smentite. Per la sceneggiatura, Penelope Gilliatt ottenne una nomination per l'Oscar alla migliore sceneggiatura originale e una per i BAFTA alla migliore sceneggiatura e vinse il National Society of Film Critics Award per la miglior sceneggiatura, il New York Film Critics Circle Award alla miglior sceneggiatura e il Writers Guild of America Award. Su Variety, il lavoro di Gilliatt venne descritto come segue: "La sceneggiatrice Penelope Gilliatt, con una bella economia di dialoghi, osserva qui l'incompletezza emotiva delle persone e il modo in cui cercano di farvi fronte".
La carriera di Penelope Gilliatt, tuttavia, fu segnata da un grave scandalo quando nel 1979 si trovò coinvolta in una vicenda di plagio. Incaricata di scrivere un articolo su Graham Greene, produsse una bozza che un giovane fact-checker di nome Peter Canby segnalò all'editore Shawn per alcuni passaggi sospetti; Shawn, tuttavia, decise di pubblicare ugualmente il pezzo. I passaggi incriminati erano presi da un ritratto di Greene a firma di Michael Mewshaw, che era stato pubblicato su The Nation due anni prima. Come raccontato da Mewshaw nel suo libro di memorie nel 2003, questi fece presente a Shawn la situazione, ma l'editore gli rispose che Penelope Gilliatt stava attraversando un grave periodo di alcolismo e metterla alla gogna l'avrebbe distrutta professionalmente. Mewshaw accettò pertanto un'offerta di duemila dollari avanzata da Shawn per mettere a tacere la faccenda, insieme ad una lettera privata di scuse, ma la notizia trapelò e venne pubblicata dal New York Times. Shawn, costretto a prendere provvedimenti per tirarsi fuori dall'imbarazzante posizione, sospese la Gilliatt e assegnò a Pauline Kael l'incarico di redattrice a tempo pieno.
Negli anni ottanta, anche in seguito allo scandalo, Penelope Gilliatt continuò a pubblicare i suoi romanzi e i suoi racconti. Scrisse, inoltre alcuni articoli per il London Review of Books.
I gravi problemi di alcolismo che avevano condizionato parte della sua vita, unite alle cattive condizioni di salute in cui versava da tempo, la portarono alla morte nel maggio del 1993, all'età di 61 anni. Betty Comden le dedicò un affettuoso necrologio su The Independent, in cui manifestò il proprio rammarico per ciò che avrebbe potuto scrivere se non fosse incappata nella vicenda che le aveva distrutto la carriera.

## Opere

### Romanzi
- One by One, Londra, Secker & Warburg, 1965, ISBN 978-1111991623.
- A State of Change, Londra, Secker & Warburg, 1967, ISBN 978-0955960277.
- The Cutting Edge, New York, Coward, McCann & Geoghegan, 1978, ISBN 978-0698109483.
- Mortal Matters, New York, Coward, McCann & Geoghegan, 1983, ISBN 978-0698112452.
- A Woman of Singular Occupation, New York, Charles Scribner's Sons, 1988, ISBN 978-0684190723.

### Racconti
- What’s It Like Out?, Londra, Secker & Warburg, 1968, ISBN 978-0140162165.
- Nobody’s Business, New York, The Viking Press, 1972, ISBN 978-0140045987.
- Splendid Lives, New York, Coward, McCann & Geoghegan, 1977, ISBN 978-0349114330.
- Quotations from Other Lives, New York, Coward, McCann & Geoghegan, 1982, ISBN 978-0698111356.
- They Sleep Without Dreaming, New York, Dodd, Mead, 1985, ISBN 978-0333392492.
- 22 Stories, New York, Dodd, Mead, 1986, ISBN 978-0396084914.
- Lingo, Londra, Weidenfeld & Nicolson, 1990, ISBN 978-0297840091.

### Saggi
- Unholy Fools. Wits, Comics, Disturbers of the Peace: Film & Theater, New York, New York Viking, 1973, ISBN 9780670740734.
- Three-Quarter Face: Reports & Reflections, New York, Coward, McCann & Geoghegan, 1980, ISBN 978-0436179587.
- To Wit: Skin and Bones of Comedy, New York, Charles Scribner's Sons, 1990, ISBN 978-0684191447.

### Sceneggiature
- Domenica, maledetta domenica (Sunday Bloody Sunday), 1971.

## Riconoscimenti
- Premio Oscar
  - 1972 – Candidatura per la miglior sceneggiatura originale per Domenica, maledetta domenica

- BAFTA
  - 1972 – Candidatura alla migliore sceneggiatura per Domenica, maledetta domenica

- National Society of Film Critics Awards
  - 1971 – Miglior sceneggiatura per Domenica, maledetta domenica

- New York Film Critics Circle Award
  - 1971 – Miglior sceneggiatura per Domenica, maledetta domenica

- Writers Guild of America Award
  - 1972 – Miglior sceneggiatura originale per Domenica, maledetta domenica